# Deme József
Deme József (Szolnok, 1951. december 11. – ) olimpiai ezüstérmes, kétszeres világbajnok, magyar kajakozó.

## Pályafutása
1960-ban kezdett el kajakozni, 1969-ben került be az ifjúsági válogatottba. Az 1972-es müncheni olimpián Rátkai Jánossal ezüstérmet szereztek K2 1000 méteren, egy évvel később pedig a tamperei világbajnokságon aranyat ugyanebben a versenyszámban. Huszonkilenc évesen lemondta a válogatottságot. A profi pályafutása után edzősködni kezdett[mikor?].